# Gustav Salinas
Gustav Salinas (født Gustav Andersen Salinas 11. juli 1990 i Aarhus) er en dansk reality-personlighed og iværksætter, som har medvirket i en lang række underholdningsprogrammer. Salinas har i diverse underholdningsprogrammer spillet rollen som den stereotype homoseksuelle mand.
Sideløbende med sin karriere i reality har han startet flere virksomheder, herunder FitnessNu og et slikfirma. Han har udgivet sin egen bog Mit sande jeg.

## Karriere
Salinas blev oprindeligt uddannet tjener på Hotel- og Restaurantskolen.
Han blev kendt, da han i 2008 stod i panelet til TV2's Dagens Mand pga. sine skarpe kommentarer og åbenlyse naivitet og uvidenhed; denne uvidenhed er senere blevet hans brand i alle de andre programmer, han deltager i.[kilde mangler]
Sammen med Linse Kessler medvirkede han i TV3-programmet Gustav & Linse på udebane fra 2012. Salinas og Kessler rejste rundt og blev udfordret med uvante situationer og miljøer som f.eks. at leve som i middelalderen på Middelaldercentret og deltage i VM i luftguitar i Finland.
I 2013 medvirkede han på 8Balls sang "Gustav", og ved juletid samme år samarbejdede han endnu en gang med gruppen på sangen "Gustavs Jul".
Den 8. marts 2013 debuterede Gustav som radiovært på Radio24syv, hvor han i programmet Forfra med Jeppesen blev Michael Jeppesens medvært.
I 2015 ragede Gustav uklar med medievirksomheden Zetland, da han anklagede mediet for at lyve om ham i en udgivelse.
Løbende har han investeret i ejendomme og ejer flere lejligheder i København, bl.a. en i Gemini Residence.
Han uddannede sig til personlig træner og havde en overgang et fitnesscenter i Hillerød. Efterfølgende har han lanceret appen FitnessNu.
I 2021 etablerede han Salinas Slik, der fremstiller sukkerfrit slik.

## Privatliv og opvækst
Hans mor er fra Chile, og han har fire brødre, men han undgår, af hensyn til dem, bevidst at nævne for meget om dem i medierne. Gustav taler flydende spansk. Han sprang ud som homoseksuel som 15-årig. 
Gustav har i flere tilfælde været udsat for hadforbrydelser, bl.a at få en flaske i hovedet og måtte indlægges. Han har været i retten i forbindelse med to af sagerne.

## Tv
- Dagens Mand (TV 2)
- Wipeout (Kanal 5)
- Divaer i junglen (TV3)
- For lækker til Love (TV3)
- Gustav & Linse på udebane (TV3 fra 20. august 2012[18])
- For Lækker til København (2013)
- Stjerner på væggen (2014)
- Jeg er en celebrity - få mig væk herfra! (2015)
- Til middag hos... (2016)[19]

## Musik
- 2013 "Gustav" 8Ball feat. Gustav
- 2013 "Gustavs Jul" 8Ball feat. Gustav

## Radio
- Forfra med Jeppesen - Åbent Studie (Radio24syv)